# Riccardo Meggiorini
Riccardo Meggiorini (Isola della Scala, 4 de septiembre de 1985) es un futbolista italiano que juega de delantero y su actual equipo es el San Giovanni Lupatoto. Fue internacional con la selección de fútbol de Italia sub-19 y sub-20.

## Carrera internacional
Meggiorini fue internacional con la selección de fútbol de Italia sub-19, con la que jugó un partido, y con la selección sub-20, con la que disputó dos encuentros.

## Clubes
| Club                   | País   | Año           |
| ---------------------- | ------ | ------------- |
| Inter de Milán         | Italia | 2004-2006     |
| Spezia Calcio (cedido) | Italia | 2005          |
| Pavia (cedido)         | Italia | 2005-2006     |
| Cittadella             | Italia | 2006-2009     |
| SSC Bari               | Italia | 2009-2010     |
| Bolonia                | Italia | 2010-2011     |
| Genoa FC               | Italia | 2011-2012     |
| Novara Calcio (cedido) | Italia | 2011-2012     |
| Torino FC              | Italia | 2012-2014     |
| AC ChievoVerona        | Italia | 2014-2020     |
| LR Vicenza             | Italia | 2020-2022     |
| San Giovanni Lupatoto  | Italia | 2022-presente |